# Molí del Racó
Molí del Racó és una obra d'Arbolí (Baix Camp) inclosa a l'Inventari del Patrimoni Arquitectònic de Catalunya.

## Descripció
Molí fariner situat a la dreta del riu d'Arbolí. En aquesta zona es troben diversos molins, fariners, paperers, etc.
La teulada s'ha assolat. Es conserva part de l'estructura arquitectònica, alçada amb murs paredats, de planta rectangular.

## Història
Segons MANENT, A. (2006), era un molí fariner utilitzat fins a la primera dècada del segle xx, propietat dels veïns del proper Mas Nou.
Fitxa F30 Agents Rurals: 2013.
Alta l'IPAC- VRA 2016